# Lophocampa petulans
Lophocampa petulans là một loài bướm đêm thuộc phân họ Arctiinae, họ Erebidae.